# ثورة الفلاحين (1798)

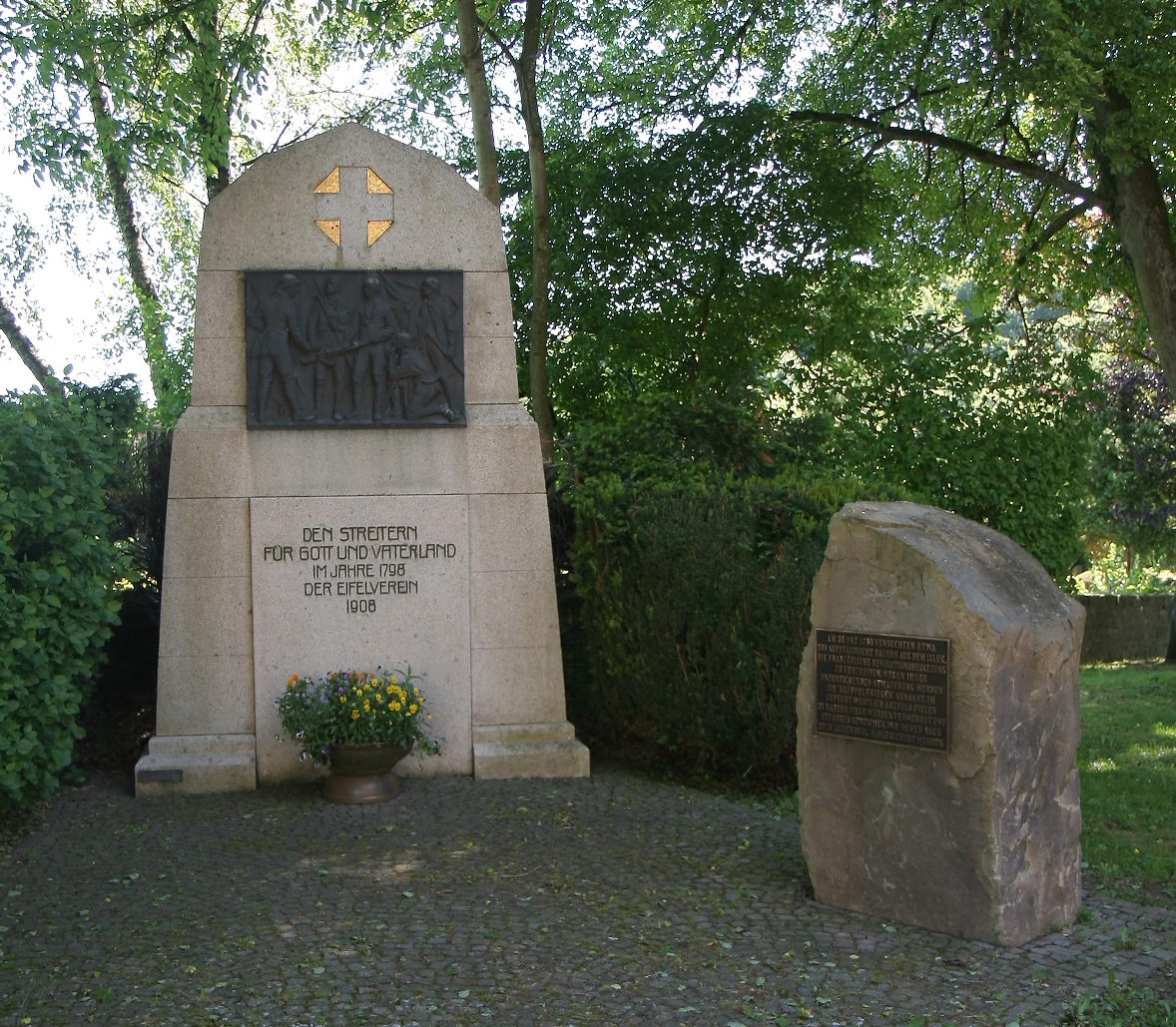
نصب تذكاري لثورة الفلاحين في ألمانيا

ثورة الفلاحين (بالفرنسية: Guerre des Paysans، بالألمانية: Klöppelkrieg، بالهولندية: Boerenkrijg، بلغة لوكسمبورغية: Klëppelkrich) بدأ تمرد الفلاحين في عام 1798 ضد الاحتلال الفرنسي لكل من جنوب هولندا، بما في ذلك بلجيكا الحديثة، ولوكسمبورغ، وأجزاء من ألمانيا، وذلك خلال حروب الثورة الفرنسية، اندلعت الثورة عن طريق إدخال التجنيد لجميع الرجال الذين تتراوح أعمارهم بين 20 و 25 سنة في لوكسمبورغ، في أواخر أيلول من العام 1798.
وسرعان ما انتشرت هذه الثورة وبسرعة لتغطي منطقة معظم ايفيل الغربية، وكانت النسبة الكبرى من المتمردين هم من الفلاحين، ومن هنا صار اسم الثورة ثورة الفلاحين، والاندفاع الثوري لم يكن لينتشر بين أبناء الطبقات الوسطى، وكان الثوار مجردين من التنظيم والتدريب العسكري، ولم يتلقوا دون دعم من الطبقات الوسطى، وكان لهذه الأسباب العامر الأبرز لقمع التمرد من قبل المحتلين الفرنسيين، والذين بدؤا فور إخماد الثورة بالانتقام من المتمردين، إذ حوكم 94 من المتمردين، وحكم على 42 منهم بالإعدام.

## في الأدب
في العام 1853 أصدر الكاتب البلجيكي روايته دي بورينكريج، والتي تدور رحى أحداثها عن ثورة الفلاحين.